# Hans Christoph Wolf

Hans Christoph Wolf, Professor für Physik, Stuttgart 1989

Hans Christoph Wolf (* 16. Juli 1929 in Karlsruhe; † 26. Juni 2020 in Murnau am Staffelsee) war ein deutscher Experimentalphysiker.          

## Leben
Hans Christoph Wolf studierte Physik, Chemie und Biologie an der Albert-Ludwigs-Universität Freiburg und an der Eberhard Karls Universität Tübingen und erhielt 1950 sein Diplomexamen. 1952 wurde er in Tübingen promoviert. Anschließend erhielt er ein Forschungsstipendium an der Technischen Universität München, wo er im Bereich der Physikalischen Chemie tätig war. 1955 wechselte er an die Technische Hochschule Stuttgart, wo er sich 1958 habilitierte. 1964 erhielt er an der TH Stuttgart eine ordentliche Professur und wurde Direktor des neu geschaffenen 3. Physikalischen Instituts an der TH Stuttgart (ab 1967 Universität Stuttgart). Bis zu seiner Emeritierung 1997 hatte Wolf die Leitung des Institutes inne.

## Wirken
Wolf hatte unter anderem Forschungsaufenthalte in den USA, Frankreich und Japan. Er war Mitherausgeber zahlreicher internationaler Fachzeitschriften. 
Seine Forschungsinteressen lagen in der organischen Festkörperphysik. Dabei untersuchte er unter anderem die Eigenschaften von Organischen Molekülkristallen. Weiterhin beschäftigte er sich in Gebieten der Photophysik und der Molekularen Elektrotechnik.
2000 erhielt Wolf den von der Deutschen Physikalischen Gesellschaft (DPG) und der Gesellschaft Deutscher Chemiker (GDCh) verliehenen Otto-Hahn-Preis für Chemie und Physik für seine Arbeiten auf dem Gebiet der organischen Kristalle.
Weiterhin ist Wolf bekannt für seine mit Hermann Haken verfassten Lehrbücher zur Molekül- und Atomphysik.

## Veröffentlichungen
- Hermann Haken, Hans Christoph Wolf: Atom- und Quantenphysik. Springer-Verlag, 8. Auflage, 2003, ISBN 3540026215.
- Hermann Haken, Hans Christoph Wolf: Molekülphysik und Quantenchemie. Springer-Verlag,  4. Auflage, Berlin 2003, ISBN 3540435514.
- Markus Schwoerer, Hans-Christoph Wolf: Organische Molekulare Festkörper. Einführung in die Physik von pi-Systemen. Wiley-VCH Verlag, 1. Auflage, Berlin 2005, ISBN 3527405399.